# آلوارو سروانتس
آلوارو سروانتس (اسپانیایی: Álvaro Cervantes‎؛ زادهٔ ۱۲ سپتامبر ۱۹۸۹) بازیگر اهل اسپانیا است.
از فیلم‌ها یا برنامه‌های تلویزیونی که وی در آن نقش داشته‌است، می‌توان به هر چه بیشتر، بهتر، افراد خودی، درخت خون، هانا، سه قدم بالاتر از بهشت، ۱۸۹۸، آخرین مردان ما در فیلیپین، کارلوس، پادشاه امپراتور، و آدو اشاره کرد.